# Grand Central Station (Funeral for a Friend)
Grand Central Station è un singolo promozionale dei Funeral for a Friend, pubblicato il 20 settembre 2013 assieme all'annuncio della ristampa del primo EP della band, Between Order and Model.
La canzone era stata precedentemente registrata, ma mai pubblicata su un album o altrove, e costituisce uno dei due inediti della nuova versione dell'EP. La canzone era stata però in seguito ritoccata, diventando This Letter (un b-side). Una rielaborazione della canzone è stata addirittura usata come base per la scrittura di History, la hit più famosa della band. Il video è costituito da un insieme di vecchie immagini d'archivio relative alla band nei primi anni di vita.